# ヘンリー幸田
ヘンリー 幸田（ヘンリー こうだ、本名・幸田 栄夫、1943年（昭和18年） - 2014年（平成26年）12月16日）は、日本出身のアメリカ合衆国の法律家。米国特許弁護士、日本弁理士。

## 略歴
東京都大田区出身。学習院大学理学部化学科を卒業後、杏林薬品に就職するが1年で辞めて特許事務所に転職。勤務の傍ら、明治大学法学部で法学を学び、1970年に弁理士試験に合格する。
協和特許法律事務所での勤務の後、1972年に渡米し、ロサンゼルスのスペンスリー・ホーン・ジュバス・ルービッツ法律事務所で働きながら、パテント・エージェントおよびニューヨーク州弁護士の資格を取得。1977年に米国にてコーダ&アンドローラ法律事務所を開設した。1993年にはペパーダイン大学ロー・スクールで特別課程を修了している。創価大学法科大学院教授、東京理科大学専門職大学院客員教授として教鞭も執った。
また、トーマス・エジソンの発明品の収集家だった。収集した発明品約2,600点はバンダイに譲渡され、栃木県下都賀郡壬生町のおもちゃのまちバンダイミュージアムでエジソンミュージアムとして展示されている。幸田はその後も収集を続け、3,000点を超えた発明品を展示する博物館を開くことを夢見ていた。

## 著作
- 米国特許法逐条解説（発明協会）
- アメリカ特許事件ファイル（発明協会）
- ステイング・パワー（発明協会）
- 知的所有権で日本が勝つ日（徳間書店）
- ビジネスモデル特許（日刊工業新聞社）
- 天才エジソンの秘密〜母が教えた7つのルール（講談社）